# Stor vippklematis
Stor vippklematis (Clematis terniflora) är en art i familjen ranunkelväxter från centrala och östra Kina, Korea och Japan.

## Synonymer
- Clematis maximowicziana Franchet & Savatier
- Clematis paniculata Thunberg